# Större kudu
Större kudu (Tragelaphus strepsiceros) är Afrikas näst största antilop, efter älgantilopen. Den större kudun är en antilop som tillhör familjen slidhornsdjur och man hittar den främst i öst- central och södra Afrika. Den håller till i halvöppna skogssavanner i Eritrea, Tanzania, Kenya, Zambia, Angola och Sydafrika. Den har för vana att helt undvika öknar och grässlätter.

## Beskrivning
En hane kan ha en mankhöjd på ungefär 150 centimeter och den kan väga upp till 315 kilogram. Hanarnas pälsfärg varierar, men för det mesta är de antingen rödbruna, brungrå eller gråblå. Hanen har också en kam av päls som går från nacken hela vägen över ryggen till svansen och den har ytterligare en kam som går på undersidan av halsen fram till under frambenen. Kudun har också mellan 5 och 10 vertikala vita linjer på sidorna och en strimma i ansiktet som förbinder ögonen. Hornen är stora och spiralvridna och kan nå en längd på ungefär 120 centimeter.
Honan är mindre och har en något ljusare färg. Hon har samma vita vertikala linjer på sidorna som hanen.
Den större kudun är för det mesta aktiv på morgonen och på kvällen då den söker föda. Mitt på dagen brukar den ligga i skuggan och vila. Dieten består av grönsaker, frukt, löv, gräs och rötter. Fastän kudun inte flyttar långa sträckor i normala fall kan den under torrperioden gå långa sträckor för att hitta vatten.

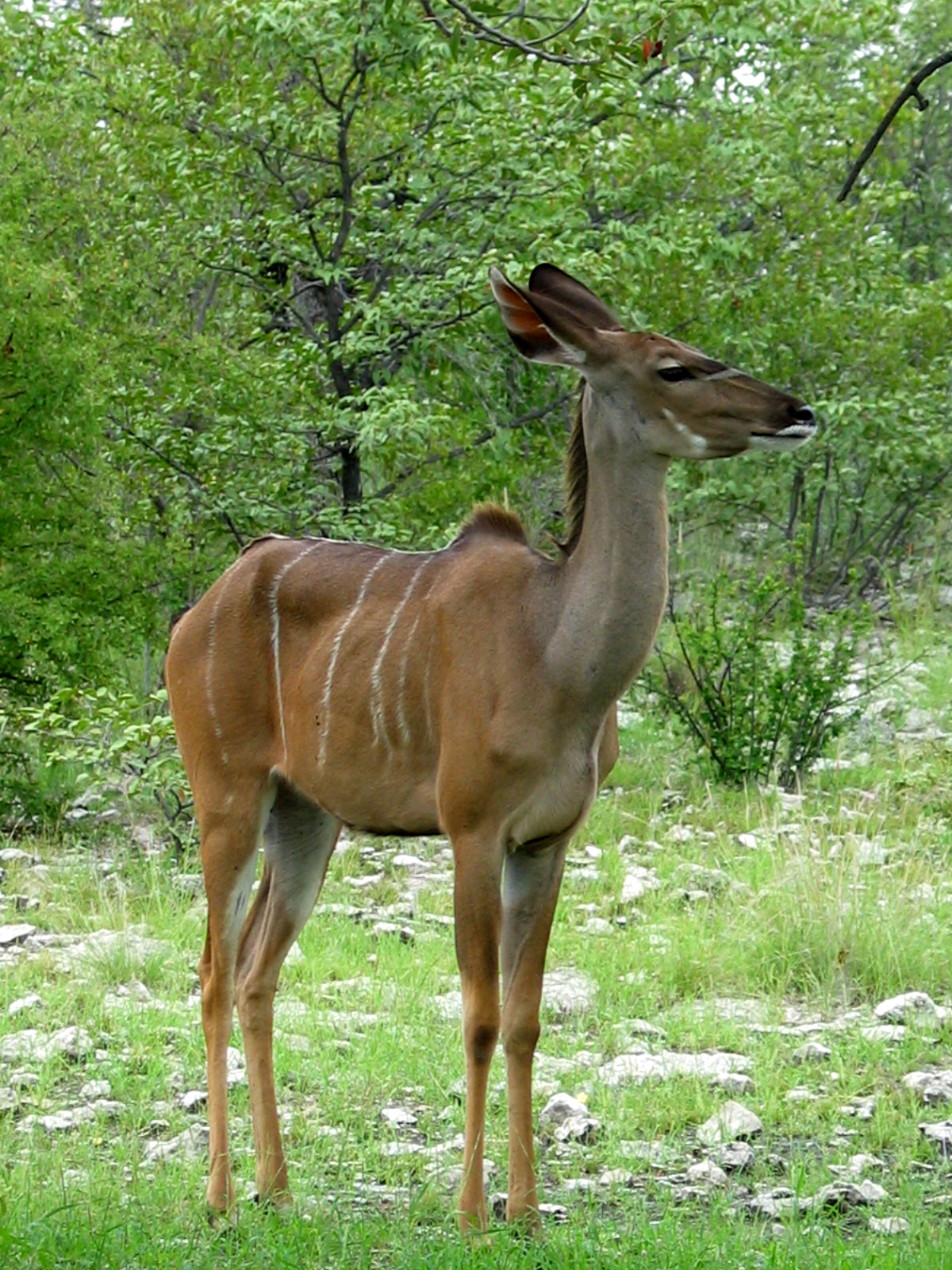
En ko.

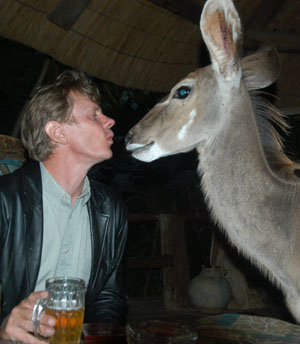
Svenska elefanttränaren Dan Koehl med den tama kudun Bijou, på Sondelani game lodge, West Nicholson, Zimbabwe 2005

En ko är dräktig i ungefär 240 dagar (cirka 8 månader) och hon brukar få en kalv, i sällsynta fall kan hon få två stycken. Så fort kalven föds brukar hon gömma undan den där rovdjur har svårt att hitta den och hon går och ser till den och låter den dia med jämna mellanrum. Efter ungefär två veckor är den stark nog att följa med sin mor.
Den större kudun är bytesdjur för lejon och leopard, men även människan. Kuduns vana att efter en flykt stanna och titta om faran är borta gör det lätt för jägarna att skjuta den. Men i huvudsak litar kudun på att buskarna och snåren ska hjälpa den att undkomma rovdjur. Den större kudun är inte uthållig och stark nog för att springa ifrån ett rovdjur.

## Kudun och människan
Den större kudun har både fördelar och nackdelar med interaktion med människan. Människor skapar ofta jordbruksmark av tidigare betesområden för kudus, och minskar deras levnadsmiljö. Människan har också ibland avlägsnat träd, som utgjort skugga och skydd, på savanner och vid vattendrag, medan mänskligt konstruerade brunnar och bevattningssystem har möjliggjort för kudun att överleva i områden som de tidigare skulle ha undvikit på grund av vattenbrist. Den större kudun är också offer för tjuvjakt, för att komma över deras kött och horn. Hornen är populära för att tillverka Shofars, ett judiskt rituellt musikinstrument i form av ett horn, som används vid Rosh Hashanah.